# Enterro do coração

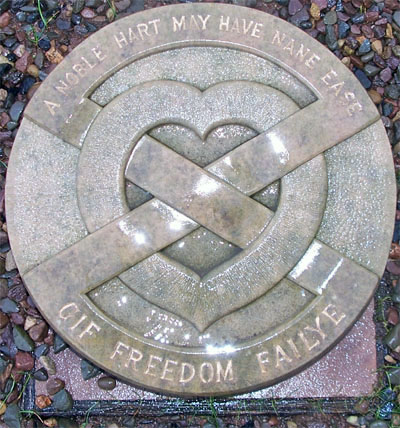
Marcador moderno para o local onde se encontra enterrado o coração de Robert the Bruce em Melrose Abbey

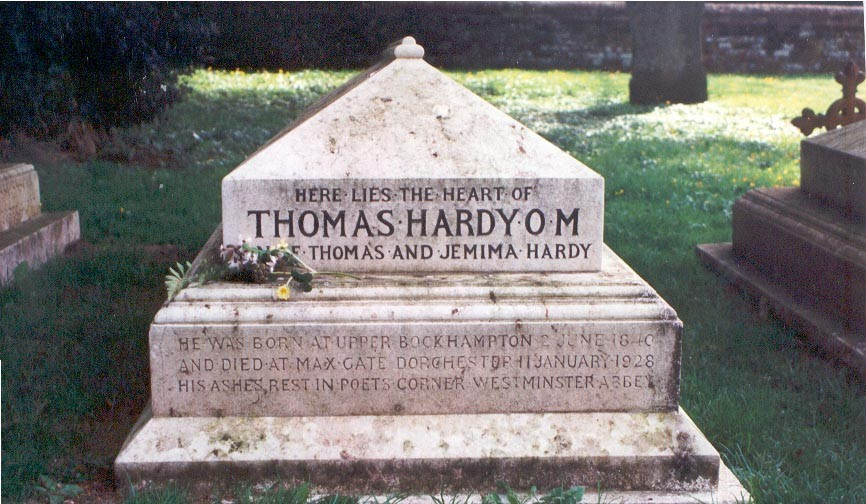
Local de enterro do coração de Thomas Hardy

O enterro do coração é um tipo de enterro no qual o coração é sepultado em separado do corpo. Trata-se de uma prática muito antiga, e a reverência deste órgão em particular trata-se, sem dúvida da associação que este tinha em tempos antigos com a alma, o afecto, a coragem e a consciência dos seres-humanos.
Na Europa, na Idade Média, enterrar o coração era uma prática bastante comum. Alguns dos casos mais conhecidos incluemː
- Robert I da Escócia, cujo corpo se encontra sepultado na Abadia de Dunfermline, mas o coração se encontra na Abadia de Melrose em Roxburghshire.  O rei queria que o seu coração fosse sepultado em Jerusalém na igreja do Santo Sepulcro, e, no seu leito de morte, encarregou Sir James Douglas de cumprir esse desejo. No entanto, a meio da sua viagem, este juntou-se aos espanhóis que estavam a caminho da guerra contra os Nacéridas de Granada, e morreu em combate. Sir James tinha o coração guardado dentro de uma pequena caixa que levava consigo ao pescoço. Posteriormente, o coração foi recuperado e enterrado na Abadia.
- Ricardo I, cujo coração, preservado dentro de um caixão, se encontra na Catedral de Ruão, na Normandia
- Henrique I, cujo corpo se encontra sepultado na Abadia de Reading, mas o coração, intestinos, cérebro, olhos e língua se encontram sepultados na Catedral de Ruão, na Normandiay
- Saer de Quincy, 1º Conde de Winchester, morreu em Acre em 1219, e o seu coração foi enviado para a Abadia de Garendon onde se encontra enterrado.
- Leonor de Castela, consorte de Eduardo I, cujo corpo se encontra sepultado na Abadia de Westminster, mas cujo coração se encontra sepultado em Blackfriars e outras vísceras na Catedral de Lincoln
- João II Casimiro Vasa, rei da Polónia, o seu coração encontra-se sepultado na Abadia de Saint-Germain-des-Prés, e o corpo encontra-se sepultado em Wawel, Cracóvia.
- Abadia de Ebrach, Alemanha, local de enterro dos corações dos bispos de Würzburg: A partir do século XIII, os corações dos bispos de Würzburg eram enviados para o mosteiro de Ebrach (as entranhas eram levadas para a capela de Marienburg, e os corpos para a catedral de St. Kilian). É possível que tenham sido enterrados cerca de 30 corações em Ebach, incluindo alguns que foram profanados durante a Guerra dos Camponeses. Apenas o príncipe-bispo Julius Echter von Mespelbrunn quebrou esta tradição e o seu coração encontra-se sepultado em Neubaukirche.

Um exemplo mais moderno é o escritor Thomas Hardy cujas cinzas foram enterradas no Canto dos Poetas na Abadia de Westminster enquanto que o seu coração foi enterrado na sua adorada Wessex juntamente com o corpo da sua primeira esposa. Um biografia publicada recentemente sobre Hardy, explica os motivos que o levaram a tomar esta decisão e nega os rumores antigos de que o coração foi roubado por um gato e, por isso, teve de ser substituído pelo coração de um porco.[ligação inativa]
Em Portugal, existem vários casos de corações enterrados por várias igrejas do país. Talvez o mais conhecido seja o caso do coração do rei D. Pedro IV, que, no seu testamento, pediu que fosse sepultado na Igreja da Lapa, no Porto, onde se encontra até aos dias de hoje.
Outro caso é o de John Crichton-Stuart, 3º Marquês de Bute, um intelectual, mecenas e convertido ao catolicismo cujo coração foi enterrado no Monte das Oliveiras em Jerusalém.
Outra figura conhecida cujo coração foi enterrado em separado do corpo foi o compositor Frédéric Chopin. Antes do funeral, e cumprindo o seu desejo, o seu coração foi retirado do corpo. Foi preservado em álcool (talvez em brandy) para ser devolvido à sua terra natal, tal como ele tinha pedido. A sua irmã conseguiu levá-lo às escondidas dentro de uma urna para Varsóvia, onde foi mais tarde celado com um pilar da Igreja da Santa Cruz na Krakowskie Przedmieście, por baixo de um epitáfio esculpido por Leonard Marconi, com uma inscrição de Mateus VI:21: "Pois onde estiver o teu tesouro, aí também estará o teu coração." O coração de Chopin ficou a repousar nesse local, excepto durante um breve período durante a Segunda Guerra Mundial, quando foi retirado para sua segurança - dentro da igreja que foi reconstruída depois de ser quase completamente destruída durante a Revolta de Varsóvia em 1944. A igreja fica perto da última residência de Chopin na Polónia, o Palácio de Krasiński na Krakowskie Przedmieście.
O caso de uma figura conhecida que mais recentemente recorreu a esta prática foi o de Otto von Habsburg, antigo chefe da Casa de Habsburgo, cujo coração foi enterrado na Abadia de Pannonhalma na Hungria em 2011.